# 小行星8226
小行星8226（英語：8226）是一颗围绕太阳公转的小行星。1996年10月5日，清水義定、浦田武在那智胜浦町发现了此天体。
这颗小行星的绝对星等为198.17681等。